# Classe Faulknor (cacciatorpediniere)
La classe Faulknor fu una classe di conduttori di flottiglia che erano in costruzione nel Regno Unito per conto della marina cilena allo scoppio della prima guerra mondiale. Il Cile aveva ordinato sei navi, due delle quali (Almirante Lynch e Almirante Condell) erano già state consegnate al paese sudamericano prima dello scoppio del conflitto. Le rimanenti quattro unità furono comprate dalla Royal Navy e completate per servire nella guerra. Seguendo le convenzioni della Royal Navy, le prime due unità furono rinominate con nomi di famosi capitani del passato; le ultime due invece ricevvettero nomi non strettamente collegati.

## Progetto
I sei cacciatorpediniere classe Almirante Lynch furono un progetto privato della J. Samuel White, significativamente più grandi e più pesantemente armati dei contemporanei. Avevano quattro fumaioli, il primo altro e sottile e i successivi tre bassi e larghi. Furono inizialmente armati con sei cannoni singoli a fuoco rapido da 102 mm Mk VI, inusualmente con quattro cannoni posizionati sul castello di prua, uno per lato davanti alla plancia e due affiancati ad essa, e la coppia rimanente era affincata sul cassero. Questi cannoni erano un nuovo progetto della EOC per i cileni, quindi quando le navi furono riarmate furono rimpiazzati da modelli standard della Royal Navy. L'armamento aggiornato al 1918 consisteva in un cannone da 120 mm sul castello di prua e un altro su un palco tra i due fumaioli più a poppa, la coppia di cannoni da 102 mm affiancati alla plancia e due cannoni automatici da 40 mm.
Tra le navi della Royal Navy la classe era nota per i lussuosi alloggi per gli ufficiali ordinati dai Cileni. Questi includevano candelieri placcati in argento nella cabina del capitano.
Una delle quattro unità utilizzate dalla Royal Navy fu affondata nel 1916, ma le altre tre furono restituite alla nazione amica del Cile nel 1920, quando il conduttore tipo Thornycroft Rooke fu rinominato Broke per mantenere attivo il famoso nome (riferito a Sir Philip Bowes Vere Broke della Shannon).

## Servizio
Tutte le unità della classe furono presenti il 31 maggio 1916 alla battaglia dello Jutland, dove la Broke ebbe una collisione ed affondò il cacciatorpediniere classe Acasta Sparrowhawk. Sempre durante quest'azione la Tipperary, in servizio con la 4th Destroyer Flotilla, fu colpita dal fuoco dei cannoni secondari da 150 mm della corazzata tedesca Westfalen e affondò, con la perdita di 185 uomini su un totale di 197.
Nell'aprile 1917, la Broke prese parte con l'appoggio della Swift, unità di pari potenza, ad un'azione, conosciuta come la battaglia dello Stretto di Dover, durante la quale fu danneggiata.
La Botha fu danneggiata nella Manica il 21 marzo 1918, davanti alla costa fiamminga, durante lo speronamento ed affondamento della torpediniera tedesca A-19 e fu poi silurata per errore dal cacciatorpediniere francese Capitaine Mehl.

## Unità
| Nome                                    | Da | Costruttore            | Varo             | Completamento | Destino finale                                                             |
| --------------------------------------- | --- | ---------------------- | ---------------- | ------------- | -------------------------------------------------------------------------- |
| Faulknor (ex Almirante Simpson)         | Famiglia Faulknor, in cui molti membri servirono con distinzione nella Royal Navy tra il XVII e XIX secolo. | J. Samuel White, Cowes | 26 febbraio 1914 | 1914          | Restituita al Cile nel 1920                                                |
| Broke (ex Almirante Goñi)               | Philip Broke, capitano della Shannon nella guerra del 1812.                                                 | J. S. White, Cowes     | 25 maggio 1914   | 1914          | Restituita al Cile nel 1920                                                |
| Botha (ex Almirante Williams Rebolledo) | Louis Botha, generale sudafricano, primo ministro del Sudafrica.                                            | J. S. White, Cowes     | 2 dicembre 1914  | 1915          | Restituita al Cile nel 1920                                                |
| Tipperary (ex Almirante Riveros)        | Contea di Tipperary, Irlanda.                                                                               | J. S. White, Cowes     | 5 marzo 1915     | 1915          | Affondata dall'artiglieria nella battaglia dello Jutland il 31 maggio 1916 |